# マイケル・オビク
マイケル・エディリン・オビク（Michael Edirin Obiku, 1968年9月24日-）は、ナイジェリア・ワリ出身の元同国代表の元サッカー選手。ポジションはFW。スパルタ・ロッテルダムのユースチームでアシスタントコーチをしている。

## 経歴

### 初期
母国ナイジェリアのフラッシュ・フラミンゴズ (現エザンFC)でキャリアを始めた。1986年、プロ1年目の18歳の時に6ゴールを決めると、翌シーズンは7ゴールを記録。イウアンヤンウ・ナショナレ (現ハートランドFC)へステップアップしていき、ここでは半年間で4ゴールを挙げた。

### フェイエノールト
1988年夏にポルトガルのCSマリティモへ移籍するも、契約やライセンスの問題から1988-99シーズンを通して試合に出場することが出来ず、プレシーズンのみに終わった。このような状況から、1989年夏の移籍市場でキプロスのアノルソシス・ファマグスタへ加入。1989-90シーズン・6ゴール, 1990-91シーズン・11ゴールと得点を重ね、最後のシーズンとなった1991-92シーズンは、16ゴールを記録しチームは2位という成績でシーズンを終えた。その活躍から、フェイエノールトのヨリエン・ファン・デン・ヘリク会長自らが獲得に乗り出した。1992年夏にフェイエノールトへ移籍した。
フェイエノールトでの最初のシーズンは、ヴィレム・ファン・ハネヘム監督の下でハストン・タウメント, ジョン・ファンルーンとポジション争いを繰り広げた。1992年8月12日、PSVアイントホーフェン戦でデビューをするも0-1で敗北した。スタメンとして出場することが出来なかったが、スーパーサブとして21試合出場7得点を記録、2位のPSVと勝ち点2差でエールディヴィジ優勝した。翌1993-94シーズン、チームはリーグ戦準優勝・KNVBカップ優勝するも、オビク自身は夏にヘンリク・ラーションが移籍してきたことにより序列が4番目に後退、16試合3ゴールを記録した。
1994年夏、ラーションとの契約上の関係からヘルシンボリIFへレンタルで加入した。アルスヴェンスカンでは、14節に3-2で勝利したVästra Frölunda IF戦でのゴールを含め合計9ゴールを記録、さらにカップ戦準決勝進出に貢献した。
1995年冬にレンタルから復帰すると、1995年3月8日のKNVBカップ準決勝・永遠のライバルアヤックス・アムステルダムとのデ・クラシケルでゴールデンゴールを決め勝利した。このシーズンのアヤックスはスーパーカップを皮切りにエールディヴィジ、そしてUEFAチャンピオンズリーグと優勝し、トレブル (サッカー)達成まであと一歩だったが、オビクの活躍に阻まれシーズン終了した。決勝のFCフォレンダム戦は、後半に途中出場してから11分後の82分に決勝ゴールを決め、チームはここ5年で4回目となるカップ戦優勝をした。一方、リーグ戦では4位に終わり、オビクは6ゴールを記録した。また、UEFAカップウィナーズカップではレアル・サラゴサとの準々決勝に1試合出場した。翌1995-96シーズン、主にサブとして出場したオビクは、自身のキャリアで3度目となる通算7ゴールを記録し、そして再びKNVBカップのタイトルを獲得した。1996-97シーズン、序盤に3試合出場するもアリー・ハーン監督が指揮するチームに居場所を見つけることが出来ず、クラブを去っていった。フェイエノールトでは、カップ戦を1992, 1994, 1995と3回、リーグ戦を1992-93シーズンに1回優勝した。

### その後
1996-97シーズン、セグンダ・ディビシオンで戦うRCDマヨルカに加入すると13ゴールを決め、コンスタンティン・ガルカと共にチーム得点王になった。チームは3位で終わったため、ラージョ・バジェカーノとの昇降格プレーオフにまわり勝利した。オビクは、この2試合共にプレーし、リーガ・エスパニョーラ昇格の立役者の1人となった。
1997年7月にJリーグのアビスパ福岡に入団。身体能力を始めとする個人能力の高さを披露するも、フィニッシュの精度に難が残った。
1998年夏にオランダへ戻るとAZアルクマールと契約、13試合2ゴールを記録する。チームは9位でフィニッシュしたが、次のシーズン契約延長せず1年で退団した。1999-2000シーズンにキプロスへ舞い戻り、以前成功を収めたアノルソシス・ファマグスタに再び加入した。この年はキプロス・ファーストディビジョンで13ゴールを記録し、チームは4連覇目を達成した。2001年APOELニコシアで引退した。

### 代表
オビクはナイジェリア代表として、アフリカネイションズカップ1988・1次リーグのカメルーン代表戦に出場した。決勝戦で再びカメルーンと対戦したが、オビク自身は出場することなく、0-1で敗退し優勝を逃した。1990 FIFAワールドカップ・アフリカ予選に2試合出場。ソウルオリンピックでは2試合に出場するもノーゴールに終わり、また、出場時間はわずか12分だった。1989年にポール・ハミルトンが監督に就任するとレギュラーだったが、ハミルトンが解任されると長期間呼ばれなくなった。1993年にクレメンス・ウェステルホフ率いるチームに復帰し、4月11日のアフリカネイションズカップ1994予選エチオピア代表戦に出場するも0-1で敗北した。サムソン・シアシア, ラシディ・イエキニ, ダニエル・アモカチと多くのストライカーがチームにいたため、プレーする機会があまりなかった。

### 指導者
引退から数年後、オランダに定住しコーチになった。フェイエノールトのユースチームでトレーニングを受け、VVアレクサンドリア66というアマチュアチームのコーチを務めた。2006年末にHSVホークを指導し成功を収めた。2007年からスパルタ・ロッテルダムのユースチームでアシスタントコーチをしている。

## エピソード
フェイエノールト時代にゴールを決めると、ユニフォームを地面に投げ捨て、その周りで踊るパフォーマンスをしていた。また、ヴィレムII戦で、ピッチを囲む有刺鉄線のフェンスを掴んでしまい手を負傷した。出血した手を治療してプレーを続けた。

## 個人成績
| 国内大会個人成績 | 国内大会個人成績 | 国内大会個人成績 | 国内大会個人成績 | 国内大会個人成績 | 国内大会個人成績 | 国内大会個人成績 | 国内大会個人成績 | 国内大会個人成績 | 国内大会個人成績 | 国内大会個人成績 | 国内大会個人成績 |
| 年度             | クラブ           | 背番号           | リーグ           | リーグ戦         | リーグ戦         | リーグ杯         | リーグ杯         | オープン杯       | オープン杯       | 期間通算         | 期間通算         |
| 年度             | クラブ           | 背番号           | リーグ           | 出場             | 得点             | 出場             | 得点             | 出場             | 得点             | 出場             | 得点             |
| 日本             | 日本             | 日本             | 日本             | リーグ戦         | リーグ戦         | リーグ杯         | リーグ杯         | 天皇杯           | 天皇杯           | 期間通算         | 期間通算         |
| ---------------- | ---------------- | ---------------- | ---------------- | ---------------- | ---------------- | ---------------- | ---------------- | ---------------- | ---------------- | ---------------- | ---------------- |
| 1997             | 福岡             | 34               | J                | 15               | 7                | 0                | 0                | 3                | 1                | 18               | 8                |
| 1998             | 福岡             | 9                | J                | 10               | 2                | 4                | 2                | 0                | 0                | 14               | 4                |
| 通算             | 日本             | 日本             | J                | 25               | 9                | 4                | 2                | 3                | 1                | 32               | 12               |
| 総通算           | 総通算           | 総通算           | 総通算           | 25               | 9                | 4                | 2                | 3                | 1                | 32               | 12               |

## 代表歴

### 試合数
- 国際Aマッチ 9試合 1得点（1987年-1993年）[9]

| ナイジェリア代表 | 国際Aマッチ | 国際Aマッチ |
| 年               | 出場        | 得点        |
| ---------------- | ----------- | ----------- |
| 1987             | 1           | 0           |
| 1988             | 3           | 0           |
| 1989             | 3           | 1           |
| 1990             | 1           | 0           |
| 1991             | 0           | 0           |
| 1992             | 0           | 0           |
| 1993             | 1           | 0           |
| 通算             | 9           | 1           |